# 梁铁山
梁铁山（1957年—），河南许昌人，汉族，中华人民共和国政治人物、第十二届全国人民代表大会河南地区代表。
毕业于中国矿业大学控制工程专业。加入中国共产党。2013年，担任全国人大代表。